# Vestfrost
Vestfrost, tidligere "A/S Vestfrost", nu "Vestfrost Solutions", Falkevej 12 i Esbjerg var Danmarks største og en af verdens største producenter af køle/fryseskabe.
Siden virksomhedens start i 1963, blev der produceret mere end 12 millioner køl/frys løsninger.
Gennem 41 år med den samme familieejede struktur havde Vestfrost opbygget kompetence inden for udvikling og produktion af køleskabe, fryseskabe, køle/fryseskabe, frysebokse og vinskabe.
I slutningen af 90'erne havde Vestfrost over 1900 ansatte og var Esbjergs absolut største virksomhed. Efter reduktioner af arbejdsstyrken havde virksomheden ca. 1200 timelønnede medarbejdere i 2002.
I 2006 indledte Vestfrost et samarbejde med det tyrkiske selskab Vestel, og en del af produktionen flyttede til Tyrkiet. I 2007 divisioneredes Vestfrost i "Vestfrost Household" og "Vestfrost Business Solutions" samtidigt med at fryseboksproduktionen flyttede til udlandet og 240 blev afskediget i Esbjerg.
Året efter, i 2008, afhændede A/S Vestfrost den øvrige del af Vestfrost Householddivisionen, og reducerede medarbejderstaben til 300.
1. I 2013 skiftede "Vestfrost Business Solutions" navn til "Vestfrost Solutions" og havde omkring 370 ansatte.[6]

## Ekstern henvisning
- A/S Vestfros, Vestfrost Solutions' hjemmside
- Vestfrost Households danske hjemmeside Arkiveret 14. december 2015 hos  Wayback Machine